# Les Colts de la violence
Pour plus de détails, voir Fiche technique et Distribution.
Les Colts de la violence (titre original : Mille dollari sul nero) est un western spaghetti italien réalisé par Alberto Cardone, sorti en 1966. Le film marque la première apparition à l'écran du personnage de Sartana, joué par Gianni Garko. Il n'est cependant pas considéré comme un film « officiel » de la série Sartana.

## Synopsis
Après avoir été injustement accusé d'un crime qu'il n'a pas commis, Johnny Liston retourne dans sa ville natale, Campos, après 12 ans de prison. Mais une atmosphère étrange y règne et il découvre que son frère Sartana est devenu un redoutable bandit qui, avec sa bande de pillards, impose sa propre loi dans la région. Mais il apprend également que Sartana lui a volé sa femme qu'il a autrefois aimée. C'en est trop pour Johnny qui décide de se rebeller contre son frère. D'abord témoin impuissant du sadisme de Sartana sur les villageois, Johnny finit par s'opposer à Sartana grâce notamment à l'aide inattendue de son souffre-douleur Jerry, un jeune garçon muet. Johnny est déterminé à lutter contre Sartana pour faire régner la justice mais il s'aperçoit que son frère a le soutien de leur mère...

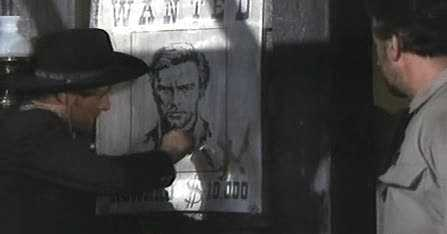
Sartana écrit avec le sang un W devant le shérif  sur l'affiche concernant sa mise à prix
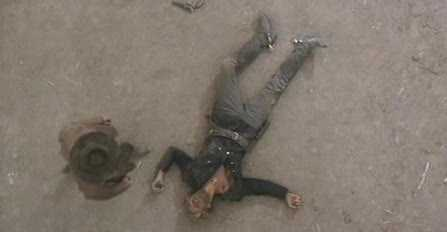
Scène finale du film

## Fiche technique
- Titre original : Mille dollari sul nero
- Titre français : Les Colts de la violence
- Réalisation : Alberto Cardone (crédité comme Albert Cardiff)
- Scénario : Ernesto Gastaldi, Rolf Olsen, Vittorio Salerno et Giorgio Stegani
- Montage : Romeo Ciatti
- Musique : Michele Lacerenza
- Photographie : Gino Santini
- Production : Marlon Sirko
- Effets spéciaux : Giovanni Bacciucchi
- Costumes : Maria Baronj
- Société de production : Lisa-Film et Metheus Film
- Pays d'origine :  Italie -  Allemagne de l'Ouest
- Genre : western spaghetti
- Durée : 102 minutes
- Dates de sortie :
  -  Italie : 18 décembre 1966
  -  Argentine : 9 octobre 1968
  -  France : 1er juillet 1970
  -  Allemagne de l'Ouest : 28 juillet 1967

## Distribution
- Anthony Steffen (VF : Jean-Claude Michel) : Johnny Liston
- Gianni Garko (VF : Marc de Georgi) : Sartana Liston
- Erika Blanc (VF : Nicole Favart) : Joselita Rogers
- Charles Angel (VF : Philippe Dumat) : juge Waldorf
- Sieghardt Rupp (VF : Claude Joseph) : Ralph
- Roberto Miali (crédité Jerry Wilson) : Jerry Holt
- Carla Calò (créditée Carol Brown) : Rhonda Liston
- Angelica Ott : Mary
- Daniela Igliozzi : Manuela Holt
- Franco Fantasia : shérif
- Gianni Solaro (VF : Albert Médina) : Forrester
- Chris Howland (VF : Serge Lhorca) : Doodle Kramer
- Gino Marturano (VF : Roger Crouzet) : l'homme au bar
- Sal Borgese (VF : Guy Piérauld) : le Mexicain au bar